# John-F.-Kennedy-Denkmal (Bonn)

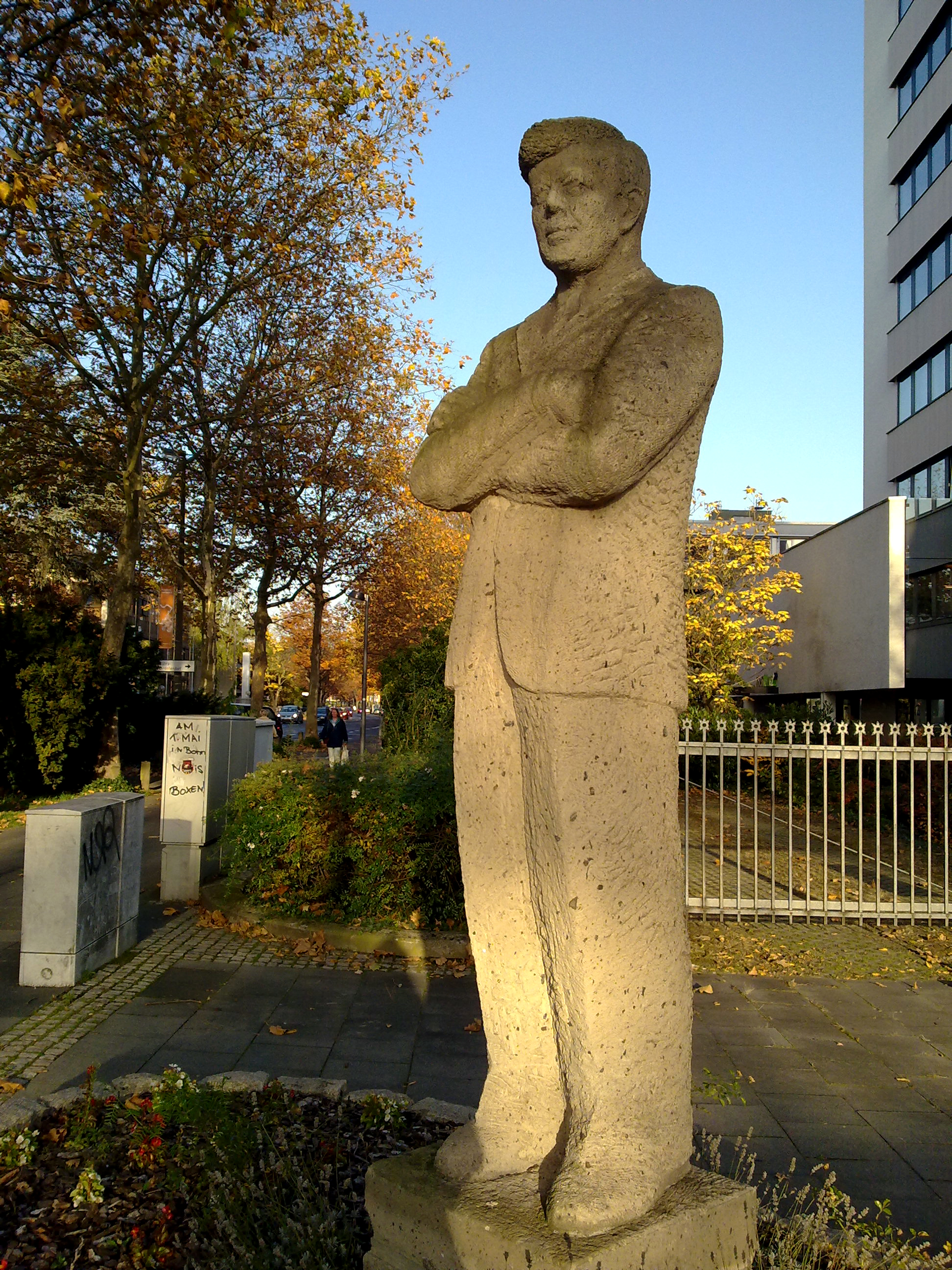
Die Kennedy-Statue im Herbst 2012

Das John-F.-Kennedy-Denkmal ist ein überlebensgroßes Steindenkmal im Bonner Ortsteil Plittersdorf, das 1989 zu Ehren des ehemaligen US-Präsidenten John F. Kennedy aufgestellt wurde. Es ist die einzige einem Politiker gewidmete Statue, die nach dem Zweiten Weltkrieg in Bonn errichtet wurde.

## Standort
Das Denkmal steht auf dem Bürgersteig an der Ostecke der Kreuzung Godesberger Allee 90 und Kennedyallee vor einem neungeschossigen Bürogebäude. Rund 25 Meter entfernt befindet sich die Haltestelle Hochkreuz/Deutsches Museum Bonn der Stadtbahnstrecke Bonn-Bad Godesberg sowie die Kopie des denkmalgeschützten gotischen Wegekreuzes „Hochkreuz“.

## Beschreibung
Die Statue wurde 1989 von den Kölner Bildhauern Herm-Jörg Barner (* 1956) und Marlene Dammin (* 1941) gefertigt. Auftraggeber waren die Architekten Dirk Denninger und Dorothee Fiedler-Denninger. Die Aufstellung erfolgte am 15. November 1989.
Die Höhe der Statue beträgt 2,20 Meter. Sie steht auf einem knapp 50 cm hohen Sockel mit Plinthe in der Mitte eines Blumenbeetes und besteht aus Weiberner Tuff. Der US-Präsident wird realistisch dargestellt: er trägt Anzug, Hemd, Krawatte und Schuhe; die Arme sind vor dem Körper verschränkt. Der Blick richtet sich nach Westen über die Kreuzung in Richtung Venusberg.

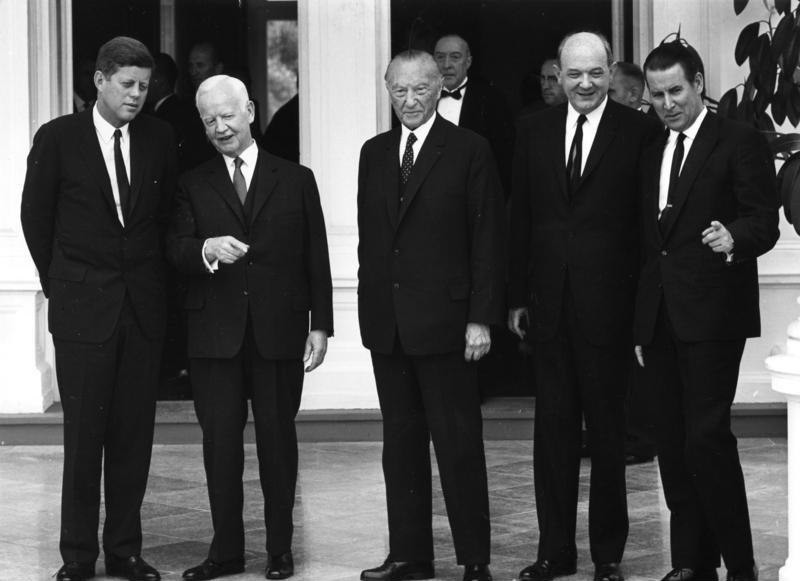
Am 23. Juni 1963 in Bonn vor der Villa Hammerschmidt, vlnr: John F. Kennedy, Bundespräsident Heinrich Lübke, Konrad Adenauer, US-Außenminister Dean Rusk und der deutsche Außenminister Gerhard Schröder

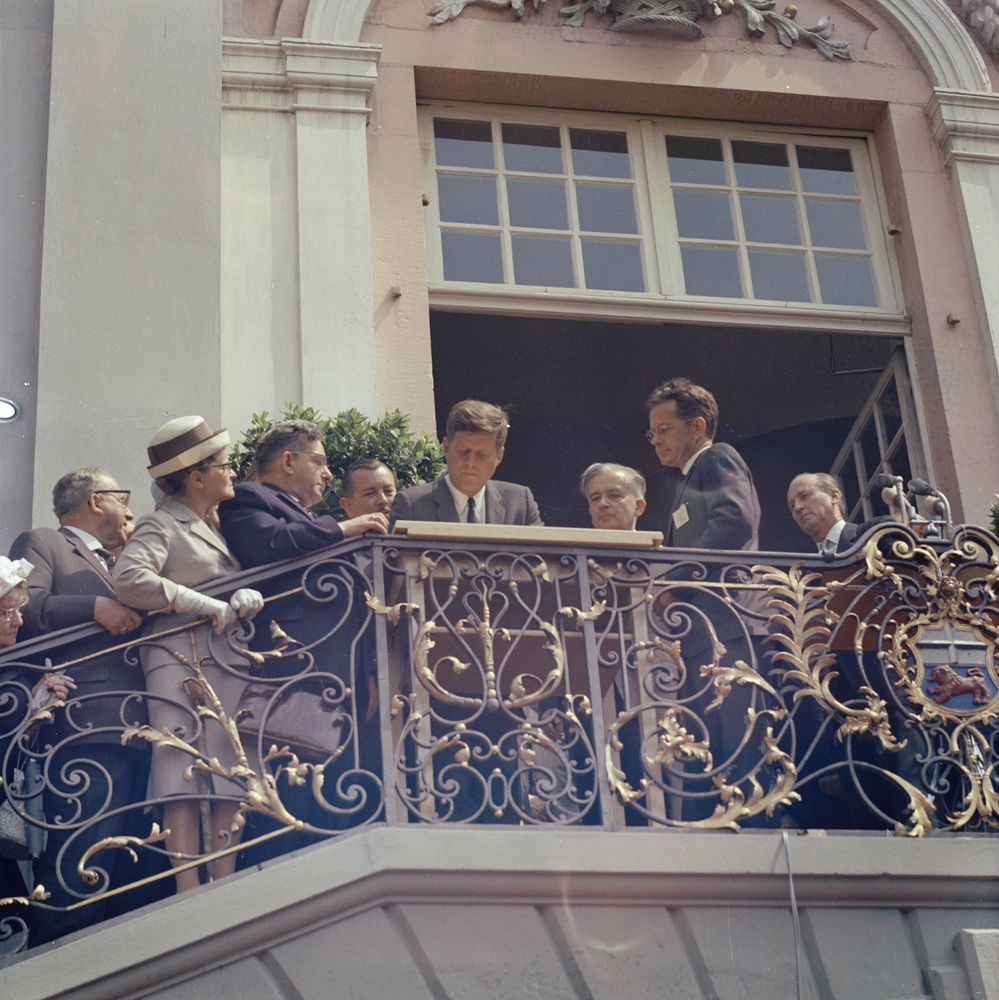
Kennedy trägt sich auf der Rathaustreppe ins Goldene Buch der Stadt Bonn ein. Weitere Personen: Oberbürgermeister Wilhelm Daniels, RIAS-Direktor Robert Lochner und US-Protokollchef Angier Biddle Duke

## Geschichtlicher Hintergrund
Während seiner Amtszeit kam John F. Kennedy auf die Einladung des Bundeskanzlers Konrad Adenauer für drei Tage nach Bonn – vom 23. bis zum 25. Juni 1963. In Deutschland genoss der Präsident der Vereinigten Staaten hohes Ansehen, er stand für eine neue Generation von Politikern und galt als Symbolfigur für den Aufbruch in eine neue Zeit. Kennedy wurde von den Bonnern begeistert empfangen. Oberbürgermeister Wilhelm Daniels begrüßte den Präsidenten am Rathaus und Kennedy trug sich in das goldene Buch der Stadt Bonn ein. Von der Rathaustreppe aus hielt er eine Ansprache an die Bonner Bevölkerung, die die Aussage: „The city of Bonn is the capital of the free world“ enthielt. 25.000 Bonner waren auf den Münsterplatz gekommen. Im Anschluss an den Bonn-Besuch setzte Kennedy seine Reise nach West-Berlin fort, wo er am 26. Juni 1963 in seiner Rede am Schöneberger Rathaus vor rund 1,5 Millionen Menschen seinen berühmten Satz „Ich bin ein Berliner“ aussprach.
Die Sympathie der Stadt Bonn für John F. Kennedy zeigt sich nicht nur am Denkmal an der Godesberger Allee, sondern auch an der 1963 nach ihm benannten Kennedy-Allee sowie der die Stadtbezirke Bonn-Zentrum und Beuel verbindenden Rheinbrücke, die ebenfalls 1963 nach ihm benannt wurde.